# 天主教卡巴萊教區
天主教卡巴萊教區（拉丁語：Dioecesis Kabalena）是烏干達一個羅馬天主教教區，屬姆巴拉拉總教區。
教區成立於1966年2月1日，包括西部區西南部三區。2006年有教友703,781人（佔轄區總人口45.0%）、廿八個堂區、九十名司鐸。現任教區主教為卡利斯都·魯巴拉米拉。